# 22 км (колійний пост, Знам'янська дирекція Одеської залізниці)
22 кіломе́тр — залізничний колійний пост Знам'янської дирекції Одеської залізниці.
Розташований неподалік від села Варварівка Новоукраїнський район Кіровоградської області на лінії Висоцьке — Тимкове між станціями Кропивницька (6 км) та Осикувата (25 км).
Станом на січень 2020 року щодня дві пари приміських потягів прямують за напрямком Знам'янка/Долинська — Помічна, проте не зупиняються.